# Churrité
Churrité (klínopisně 𒄷𒌨𒊑, Ḫu-ur-ri) bylo starověké předněvýchodní etnikum, žijící především v Malé Asii, v severní Sýrii a v severní a východní Mezopotámii. Jejich jazykem byla churritština, která byla pravděpodobně příbuzná s urartejštinou. Uvažuje se o příbuznosti se severovýchodními kavkazskými jazyky. Znalost historie tohoto etnika i vývoje jeho jazyka je vzhledem k nedostatku nálezů pouze na úrovni hypotéz. 

## Historie

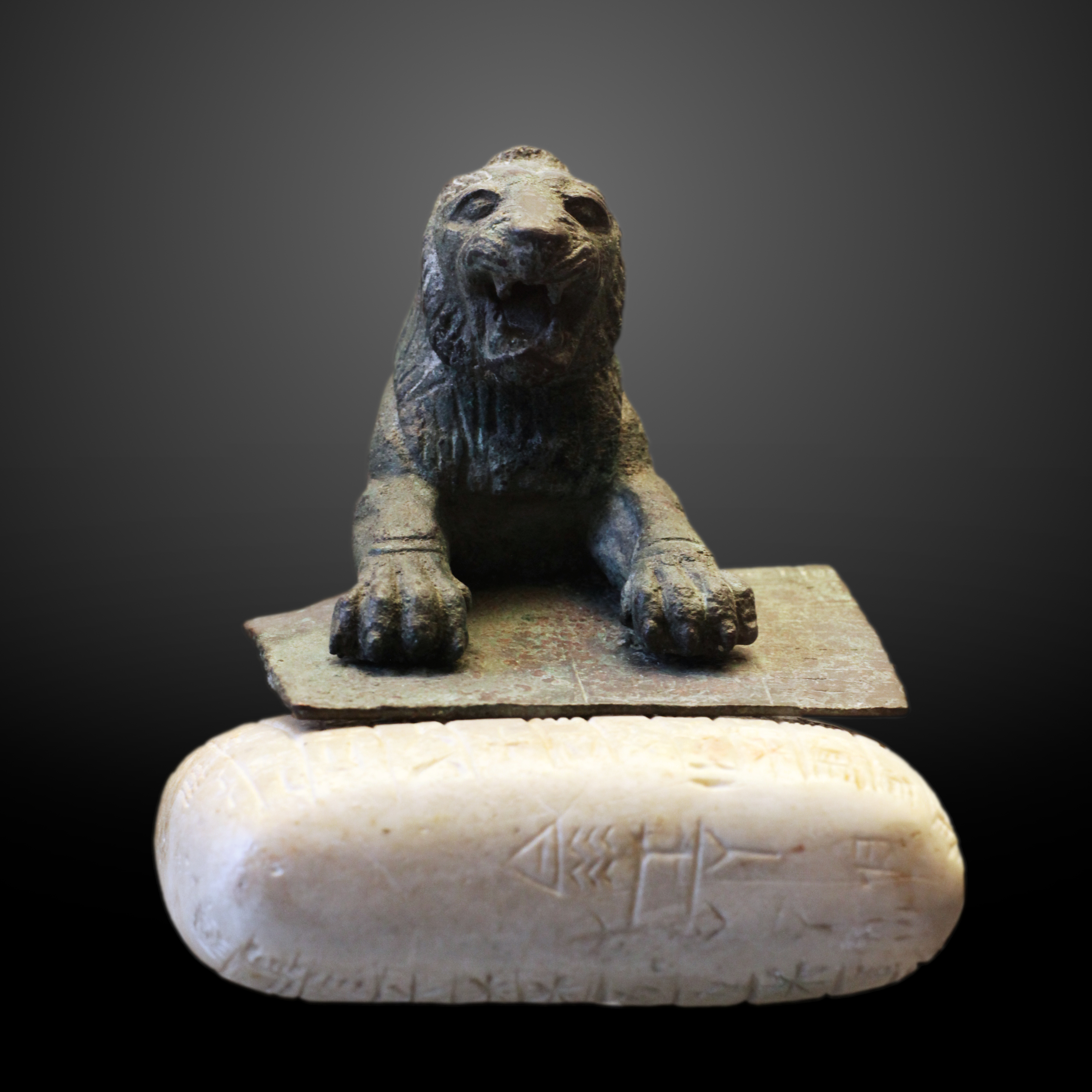
Urkešský lev

K formování churritského etnika docházelo pravděpodobně v 1. polovině 3. tisíciletí př. n. l., kdy se pravděpodobně churritština oddělila od urartejštiny. V akkadském období 24.–23. století př. n. l. žili pravděpodobně v oblasti horních přítoků Tigridu a Cháburu, kde pravděpodobně existovalo několik menších státních útvarů, kde jsou doloženy churritské vládnoucí dynastie. Nejznámějším z nich byl Urkeš. V období 3. dynastie z Uru (22. až 23. století př. n. l.) je doložena přítomnost churritských válečných zajatců v jižní Mezopotámii. Kolem přelomu 17. a 16. století př. n. l. došlo ke sjednoceni churritských etnik a vzniku státu Mitanni, který v 15. století př. n. l. ovládal celou severní Sýrii (Aleppo, Ugarit, Alalach), jižní Malou Asii a povodí východních přítoků Tigridu. Říše Mitanni zanikla v průběhu 13. století př. n. l. Churrité pak žili v této oblasti dále, což dokládá přítomnost churritských jmen v novoasyrských textech.

## Jazyk apísmo
Churritština, která byla pravděpodobně příbuzná s urartejštinou, nebo také se severovýchodními kavkazskými jazyky, je aglutinačním a ergativním jazykem. Zapisovala se klínovým písmem, které obsahuje logogramy, slabičné i hláskové grafémy. V Ugaritu se na zapisování churritštiny používalo místní kvalfabetické klínové písmo. Churritština měla několik dialektů. První záznamy pocházejí z konce 3. tisíciletí př. n. l. a pojednávají o založení chrámu boha Nergala. Absolutní většina je však až 2. tis. př. n. l. Texty jsou doloženy v Sýrii (Ugarit), v jižní Mezopotámii (Mari, jižní Babylonie), Egyptě (Achetaton), ale především největší nálezy pocházejí z Chetitské říše, a to především z jejich hlavního města Chattušaše.